# Rhipaeosaurus
Rhipaeosaurus is een geslacht van uitgestorven nycteroleteride parareptielen bekend van een gearticuleerd skelet uit het midden van het Midden-Perm van Europees Rusland. Het bevat als enige soort Rhipaeosaurus tricuspidens. Een bayesiaanse analyse suggereert dat het nauwer verwant is aan pareiasauriërs dan aan de andere nycteroleteriden, vanwege schedel- en tandkenmerken. Om deze reden kan Nycteroleteridae een graad zijn in plaats van een clade, tenzij opnieuw gedefinieerd om Rhipaeosaurus uit te sluiten.

## Beschrijving
Rhipaeosaurus is ongeveer een meter lang, groter dan alle andere nycteroleteriden en dichter in grootte bij latere pareiasauriërs. Postcraniale overblijfselen waren vergelijkbaar met Macroleter, hoewel de ledematen robuuster waren en de enkelbotten niet versmolten waren. De tanden waren afgeplat en tricuspide (met drie knobbels), schijnbaar intermediair in vorm tussen de een of twee spits toelopende tanden van eerdere nycteroleteriden en de multi-spits toelopende tanden van pareiasauriërs. Veel onderdelen van de gedeeltelijke schedel en het skelet (die oorspronkelijk redelijk compleet waren) zijn tussen 1940 en 2012 verloren gegaan of aangetast, waardoor de meeste aspecten van de anatomie niet meer vast te stellen zijn.

## Geschiedenis
Rhipaeosaurus werd voor het eerst door Jefremow beschreven in 1940, op basis van een vrij compleet skelet, holotype 164/2, bij Belebei gevonden in het Oeralgebergte van Rusland. De naam Rhipaeosaurus komt van 'Ῥιπαεος' Rhipaeos, een bergketen in de Griekse mythologie waarvan men denkt dat het de Oeral is, en 'σαυρος', wat 'hagedis' betekent. Tricuspidens verwijst naar zijn drieknobbeltanden.
In 1955 werd door Tsjoedinow een tweede soort benoemd: Rhipaeosaurus talonophorus, de 'klauwdrager'. Dit werd in 1969 het aparte geslacht Chudinoviella maar is in 2003 gelijkgesteld aan Leptoropha.

## Fylogenie
De taxonomische geschiedenis van Rhipaeosaurus zit vol moeilijkheden. Aanvankelijk werd het in zijn eigen familie Rhipaeosauridae geplaatst en beschouwd als de typesoort. Andere taxa, zoals Parabradysaurus en Leptoropha, voegden zich er later bij in deze familie. Toen er echter meer overblijfselen van deze extra taxa werden gevonden, werd vastgesteld dat het helemaal geen rhipaeosauriërs waren. Parabradysaurus bleek een estemnosuchiër te zijn, nauwer verwant aan zoogdieren, en Leptoropha werd geïdentificeerd als een seymouriamorfe amfibie. De status van Rhipaeosaurus als parareptiel wordt nog steeds als relatief stabiel beschouwd, hetzij als een basale nycteroleteride of een overgangstaxon tussen andere nycteroleteriden en pareiasaurus.